# Миллер, Уэнтуорт
Уэ́нтуорт Эрл Ми́ллер III (англ. Wentworth Earl Miller III; род. 2 июня 1972, Чиппинг-Нортон, Великобритания) — американский актёр и сценарист. Наиболее известен по роли Майкла Скофилда в сериале «Побег» (2005—2017) и Капитана Холода в сериалах «Флэш» и «Легенды завтрашнего дня».

## Ранние годы и образование
Родился 2 июня 1972 года.
Отец Уэнтуорта адвокат, имеющий ямайские, сомалийские, немецкие, индейские (чероки) и британские корни, а мать, школьная учительница, — русские, французские, сирийские, голландские и ливанские.
Отец Миллера учился в Оксфорде во время рождения его сына. Его семья переехала в Парк Слоуп, Бруклин, Нью-Йорк.
Маленький актёрский дебют Миллера состоялся ещё в детском садике. Дети и родители должны были сами сделать костюмы динозавров для участия на сцене. Отец Миллера, обойдя все готовые модели, смастерил огромную голову Ти-Рекса из бумаги. Публика была в полном восторге.
Миллер ходил в среднюю школу Мидвуд в Бруклине. Когда его подруга узнала о его происхождении, то обозвала мальчика «нигером» и велела «убираться на плантацию». В школе из-за общественного неравенства и расистских выходок к Миллеру прилипло прозвище «Вонючка» и преследовало его ещё долгие годы.

«Я вырос в очень естественной, но консервативной среде, и я с нетерпением ждал момента поступления в колледж для того, чтобы продолжить свою карьеру»

Перед поступлением в престижный Принстонский университет родители посоветовали сыну развесить в комнате фотографии его семейства, чтобы приехавшие к нему гости сразу все же поняли о его происхождении, а он избежал лишних объяснений.
Во время учёбы в колледже он занимался пением, а также путешествовал по миру, выступая с известной а капелла группой «The Princeton» Tigertones. Плохая репутация доставила ему немало трудностей во время первого года обучения в «Принстоне».

«Я нарисовал шарж в газете, на тему расовой розни, я не хотел причинить кому-либо вред, я просто хотел обозначить мою собственную расовую принадлежность. Я ориентировался на то, что если кто-то не знал о моём происхождении, я не должен был этого объяснять. Меня знали в кампусе, знали, откуда я и кто я! Но многие люди и не догадались бы, какой я расы, и просто приняли за белого!»

Сразу же после защиты дипломной работы, в которой Миллер сравнил структуру двух известных романов — «Джейн Эйр» и «Антуанетта», он неожиданно для родителей и друзей переехал в Лос-Анджелес, чтобы стать актёром.

## Карьера

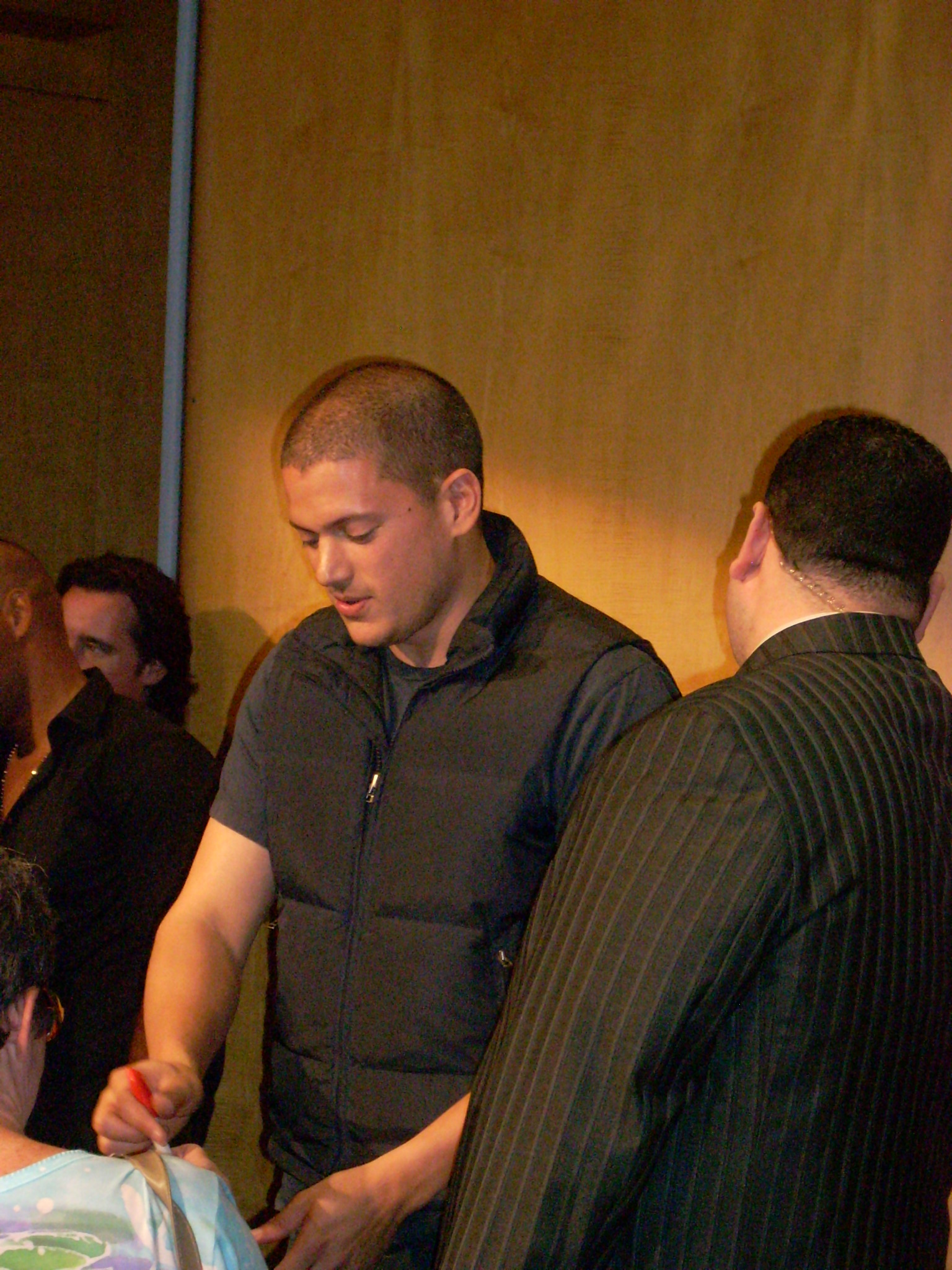
Уэнтуорт Миллер раздаёт автографы

### Актёр
"Если вы делаете какую-либо работу, не надо останавливаться на полпути…. Я вспоминаю, как отец говорил мне каждый раз, когда я хотел погулять после школы: «Каждое испытание, каждая викторина, каждый разговор с учителем, всё это влияет на твою жизнь не только в колледже, но и в целом на всю твою судьбу. Все эти маленькие кусочки складываются во что-то единое и значительное!».

В начале своей карьеры Миллер работал в департаменте развития продюсерской компании в Paramount, попав не на экран, а по ту сторону от него. Денег не хватало даже на аренду квартиры, но отказываться реализовать себя как актёр Миллер не собирался.
Четыре года, сотни кастингов и ни одного предложения. И тем не менее, в итоге, он в качестве приглашённого актёра участвовал в съёмках сериалов «Баффи — истребительница вампиров», «Время твоей жизни», «Скорая помощь» и «Лучшие», пока, наконец, не получил первую стоящую роль чувствительного молодого Дэвида Скотта в сериале «Динотопия». Одновременно с участием в сериале, в семье Миллера начался бракоразводный процесс его родителей. Миллер ожидал от «Динотопии» многого. Сериал получил премию Эмми, однако Миллер не пробился в ряды звёздных исполнителей, а потому опять пустился в многочисленные прослушивания.
В 2002 году резюме актёра оказалось на столе у легендарного Роберта Бентона — одного из соавторов «Бонни и Клайда» и режиссёра фильма «Крамер против Крамера» — и Миллер получил роль в драме «Запятнанная репутация».

«Знаю, звучит ужасно, но они сказали, для того, чтобы доказать, что я действительно тот, за кого себя выдаю, ведь многие актёры наговорят всего, лишь бы получить роль, я должен принести семейный фотоальбом и отксерокопировать фотографии своих родных, от дедушек и бабушек до самых молодых. Я стоял у ксерокса, смотрел на все эти лица и до конца думал о своей семье. Я думал, Боже, неужели это всё только для того, чтобы получить роль? Ответом было и да и нет, но я чувствовал, что это именно то время, то место и тот путь… Когда я вернулся, они сказали, что утверждают меня на роль, я тот час же обнял каждого, кто был в комнате. Когда я вышел из офиса и прошёл мимо студии „Парамаунт“, где я работал в течение последних пяти лет и думал, что это великий момент, я был переполнен чувством признательности и тут же позвонил своей маме!».

Бентон не случайно обратил внимание на Миллера. «Запятнанная репутация» — экранизация скандального романа Филипа Рота об уважаемом профессоре университета Колмане Силке. Когда седовласый старец начинает крутить роман с 34-летней уборщицей (Николь Кидман), возмущению его коллег нет предела. Но они, однако, не знают более шокирующей правды о Силке — правды, которая последние 50 лет тщательно скрывалась даже от жены. Силк — афроамериканец. Нетрудно понять, что, учитывая происхождение и университетское образование, Уэнт подходил на роль молодого профессора, как никто другой.

Я был горд тем, что могу рассказать историю, которую моя семья очень хочет увидеть, но не только потому, что я в ней снимаюсь, но и потому, что она касается вопросов нашей жизни".

Бентон, впрочем, сделал непростительную ошибку, пригласив на роль стареющего Силка уэльского актёра-оскароносца — Энтони Хопкинса. Критики негодовали: «Думаете, англо-саксонец Хопкинс в роли старого афроамериканца — это оригинально? Глупо!» Миллер же раскрылся как серьёзный драматический актёр.
Фильм «Запятнанная репутация» был показан на Венецианском кинофестивале, номинирован на премию «Оскар», а также получил награду ассоциации чернокожих кинематографистов.
В 2005 году фото Миллера появились в популярных изданиях, включая «L’uomo Vogue», «Abercrombie & Fitch: new revamped xmas edition». Он был приглашён в сериалы «Говорящая с призраками» и «Новая Жанна д’Арк». А затем стал Майклом Скофилдом в телевизионной драме «Побег».

«Некоторые актёры могут сказать вам, что теряют собственное я в персонажах, которых играют. Я скажу, что для меня наоборот, актёрство это обретение себя через персонаж, который я играю, оно позволяет узнать о себе то, чего ты не можешь или не позволяешь открыть. Конечно, это относится ко мне, а если за это ещё и платят деньги, почему бы и нет?!»

Эта роль принесла Миллеру номинацию «Лучший актёр драматического сериала» на «Золотой глобус».

«Дорога была такой, какой она была и заняла столько, сколько заняла, на пути достижения главной цели. Я не сожалею ни о секунде. Не могло бы быть лучше, чем есть»

В 2009 году Миллер озвучил нескольких персонажей в популярном мультсериале «Гриффины», снялся в сериале «Закон и порядок: Специальный корпус», а в 2010 году — в фильме «Обитель зла в 3D: Жизнь после смерти» в роли Криса Редфилда. В конце октября 2011 года Миллер появился на экранах в сериале «Доктор Хаус».
В июле 2014 года стало известно, что актёр появится в сериале "Флэш, основанному на комиксах DC, в роли суперзлодея Леонарда Снарта, известного как Капитан Холод. Также Миллер повторил роль Капитана Холода в спин-оффе «Флэша» под названием «Легенды завтрашнего дня». В этом сериале он воссоединился с Домиником Пёрселлом, который играл в «Побеге» Линкольна Барроуза. Миллер был одним из главных героев только в первом сезоне Легенд и покинул шоу на регулярной основе, но в 2016 году подписал контракт с Warner Bros. Television о продолжении исполнения роли Леонарда Снарта в сериалах Вселенной Стрелы.
В 2017 году Уэнтуорт Миллер вернулся к роли Майкла Скофилда в 5 сезоне сериала «Побег», состоящем из 9 серий.

### Сценарист
Под псевдонимом Тэд Фолк, Миллер написал сценарий под названием «Стокер», а также приквел к нему под названием «Дядя Чарли». В 2010 году «Стокер» занял 5-е место в «Чёрном списке» — 10-ке лучших сценариев, до которых ещё «не добрались» голливудские студии. Объясняя факт использования псевдонима, Миллер отметил, что просто хотел, чтобы сценарная работа не зависела от его актёрской известности.
По сценарию «Стокера» был снят фильм «Порочные игры» (оригинальное название — «Стокер»), премьера которого состоялась в 2013 году. Главная героиня фильма — молодая особа по имени Индия Стокер, тяжело переживающая смерть отца. Внезапно, сразу после трагедии, в жизни девушки появляется родственник, которого она прежде не знала — таинственный дядя по имени Чарли. Сам Миллер охарактеризовал историю, как семейную драму с элементами психологического триллера. Режиссёром фильма стал Пак Чхан Ук, продюсером — Ридли Скотт. Главную роль сыграла Миа Васиковска, её мать — Николь Кидман, а загадочного дядю — Мэттью Гуд.
В 2016 году вышел второй фильм с Миллером в качестве сценариста — психологический фильм ужасов «Комната разочарований», режиссёром выступил Ди Джей Карузо, главную роль исполнила Кейт Бекинсейл.

## Личная жизнь
Уэнтуорт Миллер — открытый гей. Долгое время личная жизнь Миллера была окутана различными слухами, так, в интервью 2007 года он говорил, что в ближайшем будущем собирается жениться и завести детей, а отсутствие девушки связывал с плотным рабочим графиком. Уэнтуорт совершил каминг-аут в августе 2013 года, когда отказался от посещения Санкт-Петербургского международного кинофестиваля в знак протеста против закона о запрете пропаганды гомосексуализма среди несовершеннолетних, подчеркнув, что не может участвовать в праздничных мероприятиях в стране, где подобные ему люди «лишены базового права жить и любить открыто». По признанию актёра, в юности он пытался покончить с собой из-за необходимости скрывать свою ориентацию, а позже долгое время не заявлял публично о гомосексуальности, опасаясь навредить карьере.
У Уэнтуорта Миллера секторная или частичная гетерохромия. Гетерохромия (разноглазие (от греч. ἕτερος — «иной», «различный», χρῶμα — цвет)) — различный цвет радужной оболочки правого и левого глаза или разная окраска различных участков радужной оболочки одного глаза.
Уэнтуорт Миллер – аутист. Расстройство было диагностировано у актёра в 2021 году.

## Фильмография
| Год       |   | Русское название                     | Оригинальное название             | Роль                                                                     |
| --------- | - | ------------------------------------ | --------------------------------- | ------------------------------------------------------------------------ |
| 1998      | с | Баффи — истребительница вампиров     | Buffy the Vampire Slayer          | Гейдж Петронци (серия «Go Fish»)                                         |
| 1999—2000 | с | Время твоей жизни                    | Time of Your Life                 | Нэльсон                                                                  |
| 2000      | с | Лучшие                               | Popular                           | Адам Ротшильд Райан (серии «All About Adam» и «Ch-Ch-Changes»)           |
| 2000      | с | Скорая помощь                        | ER                                | Майк Палмери (серия «Homecoming»)                                        |
| 2000      | ф | Ромео и Джульетта                    | Romeo and Juliet                  | Парис                                                                    |
| 2001      | ф | Комната 302                          | Room 302                          | Server #1                                                                |
| 2002      | ф | Динотопия                            | Dinotopia                         | Дэвид Скотт                                                              |
| 2003      | ф | Запятнанная репутация                | The Human Stain                   | молодой Колман Силк                                                      |
| 2003      | ф | Другой мир                           | Underworld                        | доктор Адам Локвуд                                                       |
| 2005      | ф | Стелс                                | Stealth                           | Э.Д.И. (голос)                                                           |
| 2005      | ф | Исповедь                             | The Confession                    | заключённый / Том                                                        |
| 2005      | с | Новая Жанна Дарк                     | Joan of Arcadia                   | Райан Хантер (серии «Common Thread» и «Something Wicked This Way Comes») |
| 2005      | с | Говорящая с призраками               | Ghost Whisperer                   | сержант Пол Адамс (серия «Pilot»)                                        |
| 2005—2009 | с | Побег                                | Prison Break                      | Майкл Скофилд                                                            |
| 2009      | с | Гриффины                             | Family Guy                        | ученики (серия «Stew-Roids»)                                             |
| 2009      | ф | Побег: Финальный побег               | Prison Break: The final break     | Майкл Скофилд                                                            |
| 2009      | с | Закон и порядок: Специальный корпус  | Law & Order: Special Victims Unit | детектив Нэйт Кендол (серия «Unstable»)                                  |
| 2010      | ф | Обитель зла в 3D: Жизнь после смерти | Resident Evil: Afterlife          | Крис Редфилд                                                             |
| 2011      | с | Доктор Хаус                          | House, M.D Сезон 8 серия 3        | Бенджамин Берд (серия «Дела благотворительные»)                          |
| 2014      | ф | Лофт                                 | The Loft                          | Люк Сикорд                                                               |
| 2014—2018 | с | Флэш                                 | The Flash                         | Леонард Снарт / Капитан Холод                                            |
| 2016—2018 | с | Легенды завтрашнего дня              | Legends of Tomorrow               | Леонард Снарт / Капитан Холод                                            |
| 2017      | с | Побег: Продолжение                   | Prison Break: Sequel              | Майкл Скофилд / Каниэл Аутис                                             |
| 2019      | с | Мадам госсекретарь                   | Madam Secretary Сезон 6           | сенатор Марк Хэнсон                                                      |